# 1831 a vasúti közlekedésben
Ez a szócikk a 1831-ben történt vasúti eseményeket mutatja be.

## Április
- április 23. - a Pontchartrain Rail-Road megkezdi működését

## Május
Egy manchesteri iskola bérelt egy különvonatot diákjainak Liverpool és Manchester között. Ez volt az első különvonatozás a világon

## Június

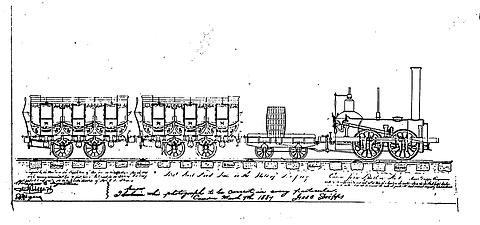
A John Bull nevű gőzmozdony rajza

- Június 17. az első feljegyzett kazánrobbanás. A robbanást az okozta, hogy a gőzmozdony-vezető elzárt egy szelepet és a nyomás szétvetette a kazánt és a gőzmozdonyt.[2]
- Június 18. - Robert Stephenson and Company megépíti a John Bull nevű gőzmozdonyt.

## Július
- Július 4. - megnyílt a Edinburgh and Dalkeith Railway első szakasza Skóciában.[3]